# Балкове (Кам'янський район)
Ба́лкове — село в Україні, у Кам'янському районі Дніпропетровської області. Входить до складу Саксаганської сільської громади. Населення — 27 мешканців.

## Географія
Село Балкове розташоване за 1,5 км від правого берега річки Демурина, на відстані 0,5 км від села Вільне та за 1 км від села Кам'яне. По селу протікає пересихаючий струмок з загатою. Поруч проходить залізниця, станція Савро за 2,5 км.

## Населення

### Мова
Розподіл населення за рідною мовою за даними перепису 2001 року:
| Мова       | Відсоток |
| ---------- | -------- |
| українська | 100 %    |